# Національні збори Республіки Білорусь
Національні збори Республіки Білорусь — вищий законодавчий орган Білорусі.
Складається з двох палат — Палати представників і Ради Республіки.
Склад Палати представників — 110 депутатів. Обрання депутатів здійснюється на базі загального, вільного, рівного, прямого виборчого права за таємного голосування.
Рада Республіки є палатою територіального представництва. Від кожної області й міста Мінська обираються на засіданнях депутатів місцевих Рад по вісім членів Ради Республіки. У доповнення до них вісім членів Ради Республіки призначаються Президентом Республіки Білорусь.

## Вибори

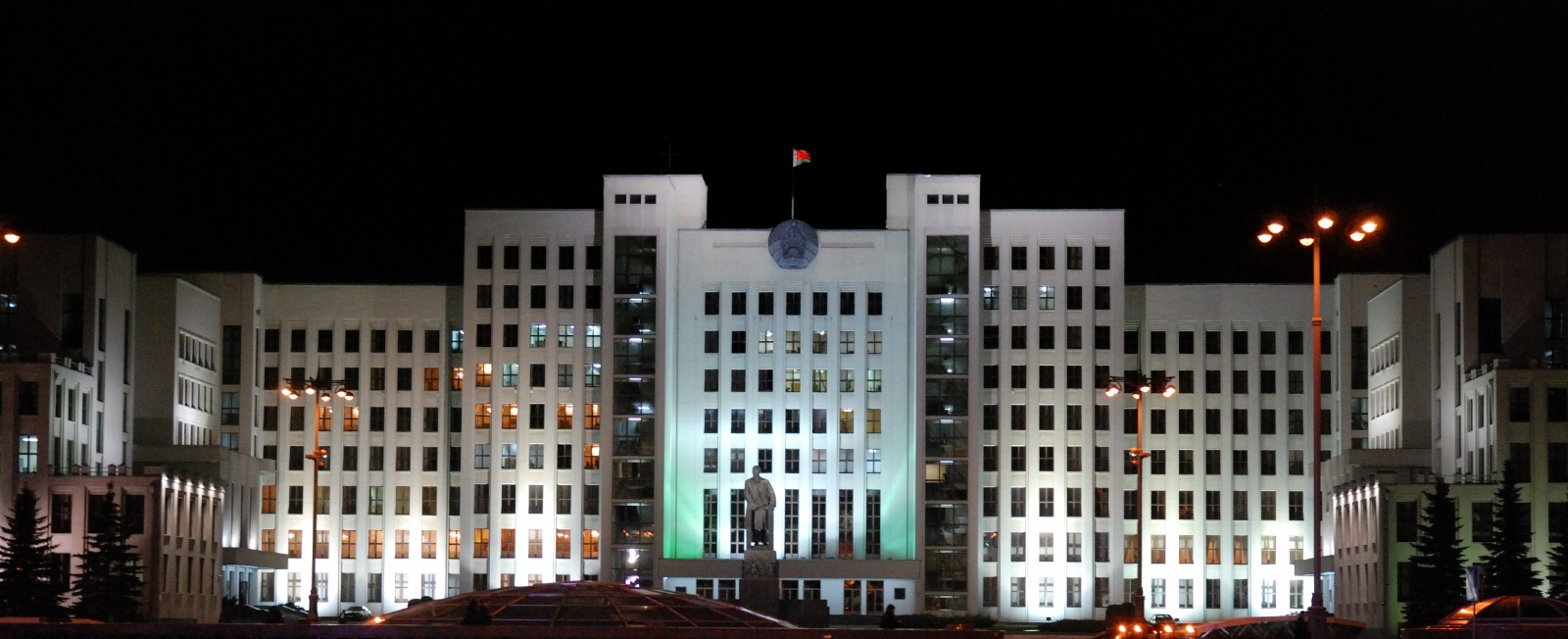
Будівля Палати представників на площі Незалежності в Мінську

Вибори нового складу палат Парламенту призначаються не пізніше чотирьох місяців і проводяться не пізніше 30 днів до завершення повноважень палат чинного скликання.
Позачергові вибори палат Парламенту проводяться упродовж трьох місяців з дня дострокового припинення повноважень палат Парламенту.

### Депутатські групи
В Палаті представників (4-го скликання) немає жодної фракції.

## Критерії для висування кандидатур
Депутатом Палати представників може бути громадянин Республіки Білорусь, який досягнув 21 року.
Членом Ради Республіки може бути громадянин Республіки Білорусь, який досягнув 30 років та прожив на території відповідної області чи міста Мінська не менше п'яти років.
Депутати Палати представників здійснюють свої повноваження в Парламенті на професійній основі, якщо інше не передбачено Конституцією. Депутат Палати представників може бути одночасно членом Уряду.
Одна й та сама особа не може одночасно бути членом двох палат Парламенту. Депутат Палати представників не може бути депутатом місцевої Ради депутатів. Член Ради Республіки не може бути одночасно членом Уряду. Не допускається суміщення обов'язків депутата Палати представників, члена Ради Республіки з одночасним зайняттям посади Президента чи судді.

## Терміни повноважень
Термін повноважень Парламенту — чотири роки. Повноваження Парламенту можуть бути продовжені на підставі закону тільки у разі війни.
У випадках та у порядку, передбачених Конституцією, повноваження Палати представників чи Ради Республіки можуть бути припинені достроково. З припиненням повноважень Палати представників або Ради Республіки за рішенням Президента можуть бути також припинені повноваження відповідно Ради Республіки чи Палати представників.
Повноваження Палати представників можуть бути достроково припинені за відмови у довірі Уряду, винесення йому вотуму недовіри або за дворазової відмови у наданні згоди на призначення Прем'єр-міністра.
Повноваження Палати представників або Ради Республіки можуть бути також достроково припинені на підставі висновку Конституційного Суду у разі систематичного чи грубого порушення палатами Парламенту Конституції.
Рішення з цих питань Президент приймає не пізніше, ніж у двомісячний термін після офіційних консультацій з головами палат.
Палати не можуть бути розпущені в період надзвичайного чи воєнного стану, в останні шість місяців повноважень Президента, у період вирішення палатами питання про дострокове звільнення чи усунення Президента від посади.
Не допускається розпуск палат упродовж року з дня їх перших засідань.

## Сесії
Перша після виборів сесія палат Парламенту скликається Центральною комісією з виборів та проведення республіканських референдумів та починає свою роботу не пізніше, ніж за 30 днів після виборів. Відлік тридцятиденного терміну для скликання й початку роботи першої сесії Палати представників здійснюється з дня другого туру голосування з виборів її нового складу. Якщо другий тур голосування з виборів до Палати представників не проводиться, відлік тридцятиденного терміну здійснюється з дня проведення першого туру загальних виборів у Республіці Білорусь. Відлік тридцятиденного терміну для скликання й початку роботи першої сесії Ради Республіки здійснюється з дня першого засідання депутатів місцевих Рад депутатів базового рівня з виборів членів Ради Республіки від області чи міста Мінська.
Палати збираються на дві чергові сесії на рік.
Перша сесія відкривається 2 жовтня; її тривалість не може перевищувати 80 днів.
Друга сесія відкривається 2 квітня; її тривалість не може перевищувати 90 днів.
Якщо 2 жовтня чи 2 квітня припадає на неробочий день, то сесія відкривається у перший наступний за ним робочий день.
Палата представників, Рада Республіки у разі особливої необхідності скликаються на позачергову сесію за ініціативою Президента, а також на вимогу більшістю не менше двох третин голосів від повного складу кожної з палат за певним порядком денним.
Позачергові сесії скликаються указами Президента.

## Структура
Палата представників обирає зі свого складу голову Палати представників та його заступника.
Рада Республіки обирає зі свого складу голову Ради Республіки та його заступника.
Голови Палати представників і Ради Республіки, їхні заступники проводять засідання й завідують внутрішнім розпорядком палат.
Палата представників і Рада Республіки зі свого складу обирають постійні комісії та інші органи для проведення законопроєктної роботи, попереднього розгляду й підготовки питань, що належать до відомства палат.

## Повноваження Палати представників
Палата представників:
- розглядає на пропозицію Президента чи за ініціативою не менше 150 тисяч громадян Республіки Білорусь, які мають виборче право, проєкти законів про внесення змін і доповнень до Конституції, про тлумачення Конституції;
- розглядає проєкти законів, у тому числі
  - про затвердження основних направлений внутрішньої та зовнішньої політики Республіки Білорусь, воєнної доктрини, ратифікації й денонсації міжнародних угод;
  - про основний зміст і принципи реалізації прав, свобод і обов'язків громадян; про громадянство, статус іноземців та осіб без громадянства;
  - про права національних меншин;
  - про затвердження республіканського бюджету та звіту про його виконання;
  - про встановлення республіканських податків та зборів;
  - про принципи здійснення відносин власності;
  - про основи соціального захисту;
  - про принципи регулювання праці та зайнятості;
  - про шлюб, родину, дитинство, материнство, батьківство, виховання, освіту, культуру та охорону здоров'я;
  - про охорон навколишнього середовища та раціональне використання природних ресурсів;
  - про визначення порядку вирішення питань адміністративно-територіального устрою держави;
  - про місцеве самоврядування;
  - про судоустрій, судочинство і статус суддів;
  - про кримінальну відповідальність;
  - про амністію;
  - про оголошення війни та укладання миру;
  - про правовий режим воєнного та надзвичайного стану;
  - про встановлення державних нагород;
  - про тлумачення законів;
- призначає вибори Президента;
- дає згоду Президенту на призначення Прем'єр-міністра;
- заслуховує доповідь Прем'єр-міністра про програму діяльності Уряду та схвалює чи відхиляє її (при цьому повторне відхилення палатою програми означає висловлення вотуму недовіри Уряду);
- розглядає за ініціативою Прем'єр-міністра питання про довіру Уряду;
- за ініціативою не менше однієї третини від повного складу Палати представників виносить вотум недовіри Уряду (при цьому питання про відповідальність Уряду не може бути поставлено упродовж року після схвалення програми його діяльності);
- приймає відставку Президента;
- висуває більшістю голосів від повного складу Палати представників звинувачення проти Президента у скоєнні державної зради чи іншого тяжкого злочину;
- на підставі відповідного рішення Ради Республіки приймає більшістю не менше двох третин голосів від повного складу рішення про усунення Президента від посади;
- скасовує розпорядження голови Палати представників.

Палата представників може ухвалювати рішення з інших питань, якщо це передбачено Конституцією.

## Повноваження Ради Республіки
Рада Республіки:
- схвалює чи відхиляє прийняті Палатою представників проєкти законів про внесення змін і доповнень до Конституції, про тлумачення Конституції, проєкти інших законів;
- дає згоду на призначення Президентом голови Конституційного Суду, голови та суддів Верховного Суду, голови та суддів Вищого господарського суду, голови Центральної комісії з виборів та проведення республіканських референдумів, Генерального прокурора, голови та членів правління Національного банку;
- обирає шістьох суддів Конституційного Суду;
- обирає шістьох членів Центральної комісії Республіки Білорусь з виборів та проведення республіканських референдумів;
- скасовує рішення місцевих Рад депутатів, які не відповідають законодавству;
- приймає рішення про розпуск місцевих Рад депутатів у разі систематичного чи грубого порушення ними вимог законодавства і в інших випадках, передбачених законом;
- розглядає висунуте Палатою представників звинувачення проти Президента у скоєнні державної зради чи іншого тяжкого злочину, приймає рішення про його розслідування. За наявності підстав більшістю не менше двох третин голосів від повного складу приймає рішення про усунення Президента від посади;
- розглядає укази Президента про запровадження надзвичайного, воєнного стану, повної або часткової мобілізації та не пізніше, ніж у триденний термін після їх внесення приймає відповідне рішення.

Рада Республіки може приймати рішення з інших питань, якщо це передбачено конституцією.

## Законотворча діяльність
Право законодавчої ініціативи належить Президенту, депутатам Палати представників, Раді Республіки, Урядові, а також громадянам, які мають виборче право, у кількості не менше 50 тисяч чоловік та реалізується у Палаті представників.
Законопроєкти, наслідком прийняття яких може бути скорочення державних коштів, створення чи збільшення видатків, можуть вноситись до Палати представників тільки за згоди Президента або, за його дорученням, — Уряду.
Президент або, за його дорученням, Уряд має право вносити пропозиції до Палати представників та Ради Республіки про оголошення розгляду проєкту закону терміновим. Палата представників і Рада Республіки у цьому разі мають розглянути даний проєкт упродовж десяти дні з дня внесення на їх розгляд.
На вимогу Президента чи, за його згоди, Уряду Палата представників, Рада Республіки на своїх засіданнях приймають рішення, голосуючи в цілому за весь внесений Президентом чи Урядом проєкт або його частину, зберігши тільки ті поправки, які запропоновані чи прийняті Президентом або Урядом.
Будь-який законопроєкт, якщо інше не передбачено Конституцією, спочатку розглядається у Палаті представників, а потім у Раді Республіки.
Законопроєкт, за винятком випадків, передбачених Конституцією, стає законом після прийняття Палатою представників і схвалення Радою Республіки більшістю голосів від повного складу кожної палати.
Прийняті Палатою представників законопроєкти упродовж п'яти днів передаються на розгляд до Ради Республіки, де можуть розглядатись не більше двадцяти днів, якщо інше не передбачено Конституцією.
Закон вважається ухваленим Радою Республіки, якщо за нього проголосувала більшість від повного складу Ради Республіки, або якщо упродовж двадцяти днів, а при оголошенні законопроєкту терміновим — десяти дні з дня подання його не було розглянуто Радою Республіки. У разі відхилення законопроєкту Радою Республіки палати можуть створити узгоджувальну комісію, яка формується на паритетній основі, для подолання суперечностей, що виникли. Текст законопроєкту, вироблений узгоджувальною комісією, подається на ухвалення обох палат.
Якщо узгоджувальною комісією не прийнято узгоджений текст законопроєкту, Президент або, за його дорученням, Уряд можуть зажадати, щоб Палата представників прийняла остаточне рішення.
Закон вважається прийнятим Палатою представників за умови, що за нього проголосувало не менше двох третин від повного складу Палати представників.
Закон, прийнятий Палатою представників і схвалений Радою Республіки, або прийнятий Палатою представників у встановленому порядку подається у десятиденний термін Президенту на підпис. Якщо Президент згоден із текстом закону, він його підписує. Якщо Президент не повертає будь-який закон упродовж двох тижнів після того, як він був йому поданий, закон вважається підписаним. Закон не вважається підписаним і не набирає юридичної чинності, якщо він не міг бути повернутий до Парламенту у зв'язку із закінченням сесії.
За незгоди с текстом закону Президент повертає його зі своїми запереченнями до Палати представників, яка має розглянути закон із запереченнями Президента не пізніше тридцяти діб. Якщо закон буде прийнято Палатою представників більшістю не менше двох третин голосів від повного складу, він разом із запереченнями Президента у п'ятиденний термін направляється до Ради Республіки, яка також має розглянути його повторно не пізніше двадцяти днів.
Закон вважається прийнятим, якщо його ухвалено більшістю не менше двох третин голосів від повного складу Ради Республіки. Закон після подолання Палатою представників і Радою Республіки заперечень Президента підписується Президентом у п'ятиденний термін. Закон набирає чинності і в тому разі, якщо його не буде підписано Президентом у цей термін.
В такому ж порядку палатами розглядаються заперечення Президента на окремі положення закону, які повертаються для повторного голосування. У цьому разі до винесення відповідного рішення Палатою представників і Радою Республіки закон підписується Президентом і набирає чинності, за винятком тих положень, відносно яких є заперечення Президента.
Палата представників і Рада Республіки законом, прийнятим більшістю голосів від повного складу палат, за пропозицією Президента можуть делегувати йому законодавчі функції на видання декретів, що мають силу закону. Цей закон має визначати предмет регулювання і термін повноважень Президента на видання декретів.
Не допускається делегування повноважень Президенту на видання декретів, що передбачають зміни й доповнення до Конституції, її тлумачення; зміни й доповнення до програмних законів; затвердження республіканського бюджету та звіту про його виконання; зміни порядку виборів Президента й Парламенту; обмеження конституційних прав і свобод громадян. Закон про делегування законодавчих повноважень Президенту не може дозволяти йому зміни цього закону, а також надавати право приймати норми, які мають зворотну силу.
У разі особливої необхідності Президент за своєю ініціативою або за пропозицією Уряду може видавати тимчасові декрети, мають силу закону. Якщо такі декрети видаються за ініціативою Уряду, вони скріплюються підписом Прем'єр-міністра. Тимчасові декрети мають у триденний термін бути подані для подальшого розгляду Палатою представників, а потім Радою Республіки. Ці декрети зберігають чинність, якщо їх не скасовано більшістю не менше двох третин голосів від повного складу кожної з палат. Палати можуть регулювати законом відносини, що виникли на базі декретів, які скасовано.

## Недоторканність
Депутати Палати представників і члени Ради Республіки мають недоторканність під час висловлювання своєї думки та здійснення своїх повноважень. Це не стосується до звинувачення їх у наклепі та образі.
Упродовж терміну своїх повноважень депутати Палати представників і члени Ради Республіки можуть бути заарештовані, іншим чином позбавлені особистої свободи тільки за попередньої згоди відповідної палати, за винятком скоєння державної зради чи іншого тяжкого злочину, а також затримання на місці скоєння злочину.
Кримінальна справа відносно депутата Палати представників або члена Ради Республіки розглядається Верховним Судом.

## Засідання палат
Засідання палат є відкритими. Палати, якщо цього потребують інтереси держави, можуть ухвалити рішення щодо проведення закритого засідання більшістю голосів від їх повного складу. Під час засідань, у тому числі й закритих, Президент, його представники, Прем'єр-міністр і члени Уряду можуть виступати поза чергою стільки разів, скільки вони потребують.
Одне засідання на місяць резервується для питань депутатів Палати представників і членів Ради Республіки та відповідей Уряду.
Депутат Палати представників, член Ради Республіки має право звернутись із запитом до Прем'єр-міністра, членів Уряду, керівників державних органів, які утворюються чи обираються Парламентом. Запит має бути включений до порядку денного палати. Відповідь на питання належить надати упродовж двадцяти сесійних днів у порядку, встановленому палатою Парламенту.
Засідання палати вважається правомірним за умов, що на ньому є присутніми не менше двох третин депутатів Палати представників або членів Ради Республіки від повного складу палати.

## Голосування
Голосування в Палаті представників чи Раді Республіки відкрите та здійснюється особисто депутатом, членом Ради Республіки шляхом подання голосу «за» чи «проти». Таємне голосування проводиться тільки під час вирішення кадрових питань.

## Рішення
Рішення Палати представників приймаються у формі законів і постанов. Постанови Палати представників приймаються з питань розпорядчого і контрольного характеру.
Рішення Ради Республіки приймаються у формі постанов.
Рішення палат вважаються прийнятими за умов, що за них проголосувала більшість від повного складу палат, якщо інше не передбачено Конституцією.
Закони про основні напрямки внутрішньої та зовнішньої політики Республіки Білорусь, про воєнну доктрину Республіки Білорусь є програмними та вважаються прийнятими за умови, якщо за них проголосувало не менше двох третин від повного складу палат.
Закони підлягають негайному опублікуванню після їх підписання та набирають чинності за десять днів після опублікування, якщо в самому законі не встановлено інший термін. В такому ж порядку публікуються та набирають чинності декрети Президента.
Порядок діяльності Палати представників, Ради Республіки, їх органів, депутатів Палати представників і членів Ради Республіки визначається регламентами палат, які підписуються гловами палат.

## Голови

### Голови Ради Республіки
- Павло Шипук (13.01.1997 — 19.12.2000)
- Олександр Войтович (19.12.2000 — 28.07.2003)
- Геннадій Новицький (28.07.2003 — 27.09.2008)
- Борис Батура (31.09.2008 — 24.05.2010)
- Анатолій Рубінов (24.05.2010 — 16.01.2015)
- Михайло М'ясникович (16.01.2015 — 05.12.2019)
- Наталя Кочанова (06.12.2019 — нині на посаді)

### Голови Палати представників
- Анатолій Малофеєв (28.11.1996 — 20.11.2000; в. о. до 17.12.1996)
- Вадим Попов (21.11.2000 — 18.11.2004)
- Володимир Конопльов (16.11.2004 — 02.10.2007)
- Вадим Попов (02.10.2007 — 27.10.2008)
- Володимир Андрейченко (27.10.2008 — 22.03.2024)
- Ігор Сергєєнко (з 22 березня 2024)